# Glenn Hoddle
Glenn Hoddle (* 27. Oktober 1957 in Hayes, Middlesex) ist ein englischer Fußballtrainer und ehemaliger Fußballspieler.

## Sportlicher Werdegang
Hoddle begann seine Fußballerkarriere in der Jugendmannschaft von Tottenham Hotspur. Sein Ligadebüt gab er 1975 als 17-Jähriger bei Tottenham. Der technisch hochbegabte Hoddle entwickelte sich schnell zur spielbestimmenden Figur im Spiel der Spurs. 1979 wurde er Nationalspieler und nahm an der Fußball-Europameisterschaft 1980 in Italien teil. 1981 und 1982 gewann er den FA Cup und kam mit der Nationalmannschaft in die zweite Finalrunde der Fußball-Weltmeisterschaft 1982 in Spanien. 1984 gewann er den UEFA-Pokal. Bei der Fußball-Weltmeisterschaft 1986 in Mexiko war er neben Torjäger Gary Lineker Garant für den Einzug ins Viertelfinale.
1987 wechselte er dann von Tottenham ins Ausland zum AS Monaco, bei dem er 1991 seine Karriere beendete. Seine Länderspielkarriere beendete er nach der Fußball-Europameisterschaft 1988 in Deutschland. Der Übergang von seiner aktiven Laufbahn zum Trainerberuf gelang ihm bei Swindon Town von 1991 bis 1993 als Spielertrainer. Danach war er bis 1996 Trainer des FC Chelsea. In England erfuhr er nach seiner großen Spielerkarriere und der anschließenden Trainerlaufbahn eine ähnliche Anerkennung wie in Deutschland Franz Beckenbauer und wurde Nationaltrainer. Er führte die englische Fußballnationalmannschaft zur Fußball-Weltmeisterschaft 1998 in Frankreich. Dort schied er unglücklich im Achtelfinale durch Elfmeterschießen gegen Argentinien aus, machte jedoch bei diesem Turnier Spieler wie Michael Owen und David Beckham zu neuen Superstars.
1999 führten negative Äußerungen Hoddles über behinderte Menschen zu einem landesweiten Skandal, der schließlich zur Entlassung Hoddles als Nationaltrainer führte. Nach einer kurzen Unterbrechung seiner Laufbahn kehrte er 2000 beim FC Southampton auf die Trainerbank zurück. Als er jedoch ein Trainerangebot seines Lieblingsvereins Tottenham Hotspur bekam, verließ er Southampton noch im gleichen Jahr. Bei den Spurs wurde er 2003 aufgrund von Erfolglosigkeit entlassen. Von 2004 bis 2006 war er Trainer bei den Wolverhampton Wanderers.

## The Masked Singer
Im Januar 2021 nahm Hoddle als Grandfather Clock an der zweiten Staffel der britischen Version von The Masked Singer teil, in der er den neunten von zwölf Plätzen belegte.

## Erfolge
- UEFA-Pokal: 1984 (mit Tottenham Hotspur)
- Französische Meisterschaft: 1988 (mit dem AS Monaco)
- Französischer Pokal: 1991 (mit dem AS Monaco)
- Englischer Pokal (FA Cup): 1981, 1982 (mit Tottenham Hotspur)
- Charity Shield: 1981 (mit Tottenham Hotspur)